# محمدعلی جعفری
محمدعلی جعفری (زادهٔ ۱۰ شهریور ۱۳۳۶) سرلشکر سپاه پاسداران انقلاب اسلامی است که هم‌اکنون فرماندهی قرارگاه فرهنگی و اجتماعی بقیةالله الاعظم سپاه پاسداران را برعهده دارد. وی در فاصله سال‌های ۱۳۸۶ تا ۱۳۹۸ به‌عنوان ششمین فرمانده کل سپاه پاسداران فعالیت می‌کرد.
جعفری دانش‌آموخته کارشناسی مهندسی معماری از دانشگاه تهران و کارشناسی ارشد فرماندهی از دانشگاه امام حسین است. وی در سال ۱۳۵۸ از نمایندگان انجمن اسلامی دانشجویان در تصرف سفارت آمریکا بود.
او در طول جنگ ایران و عراق از فرماندهان میانی سپاه پاسداران بود، از ۱۳۶۱ تا ۱۳۶۴ فرماندهی قرارگاه نجف را برعهده داشت و از ۱۳۶۴ تا ۱۳۶۷ به‌عنوان فرمانده قرارگاه قدس فعالیت می‌کرد. جعفری از ۱۳۶۹ تا ۱۳۷۱ جانشین فرمانده نیروی زمینی سپاه بود، در فاصله سال‌های ۱۳۷۱ تا ۱۳۸۴ به مدت ۱۳ سال فرماندهی نیروی زمینی سپاه را برعهده داشت و از ۱۳۸۴ تا ۱۳۸۶ به‌عنوان رئیس مرکز راهبردی سپاه پاسداران فعالیت می‌کرد.
وزارت خزانه‌داری ایالات متحده آمریکا در مهر ۱۳۸۹ جعفری را به دلیل نقض حقوق بشر تحریم کرد. او در فروردین ۱۳۹۰ از ورود به کشورهای اتحادیه اروپا تحریم شد.

## زندگی‌نامه
محمدعلی جعفری ملقب به عزیز، ۱۰ شهریور ۱۳۳۶ در شهر یزد زاده شد. پدرش از معماران سنتی یزد بود. وی نیز پس از دریافت مدرک دیپلم متوسطه، در سال ۱۳۵۴ در رشته مهندسی معماری در دانشگاه تهران پذیرفته شد.
جعفری پس از انقلاب ۱۳۵۷ همراه با علیرضا افشار به نمایندگی از سوی انجمن اسلامی دانشجویان، به جمع گروگانگیران سفارت آمریکا پیوست. وی اندکی بعد به هیئت مرکزی بسیج وارد شد و پس از چندی نیز به واحد پاسداران انقلاب فرهنگی راه پیدا کرد. سپس عضو واحد اطلاعات سپاه پاسداران شد و به کردستان رفت. ورود رسمی او به واحدهای رزمی سپاه پاسداران از خرداد ۱۳۶۰ است. در جنگ ایران و عراق ابتدا مدتی فرمانده قرارگاه غرب بود، سپس فرماندهی قرارگاه نجف را برعهده گرفت. علاوه بر این او فرماندهی تیپ‌های عاشورا، معاونت سپاه شوشتر و فرماندهی قرارگاه قدس را نیز مدتی عهده‌دار بود. مشارکت در عملیات کربلای ۴ و ۵ که به مجروح شدنش منجر شد، بخشی دیگر از کارنامه جنگی اوست.
جعفری پس از بهبودی، به ستاد سپاه پاسداران منتقل شد و چندی در سمت معاون عملیات در ستاد مرکزی سپاه فعالیت نمود. او سپس به فرماندهی نیروی زمینی سپاه پاسداران انقلاب اسلامی رسید. از نظر تحصیلات جعفری در بازگشت از جبهه در سال ۱۳۷۱ موفق به اخذ مدرک کارشناسی در رشته معماری شد و در طول سال‌های بعد، دوره کارشناسی ارشد فرماندهی را نیز در دانشگاه امام حسین به پایان رسانده است؛ و ۱۲ سال فرمانده کل سپاه پاسداران را برعهده داشت.
او در ۱ اردیبهشت ۱۳۹۸ طی حکمی از سوی سید علی خامنه‌ای از فرماندهی کل سپاه به قرارگاه فرهنگی و اجتماعی بقیةالله الاعظم (قرب) منتقل شد.
به گزارش خبرگزاری عصر ایران، نام محمد علی جعفری به عنوان یکی از پنج شخصیت ایرانی که در فهرست ۵۰۰ نفر از قدرتمندترین افراد جهان که از سوی نشریه آمریکایی فارن پالیسی منتشر شده است، دیده می‌شود. نام‌های ایرانی دیگر در این فهرست عبارتند از: سیدعلی خامنه‌ای، رستم قاسمی وزیر پیشین نفت، حیدر مصلحی وزیر سابق اطلاعات و محسن فخری‌زاده استاد فیزیک هسته‌ای دانشگاه امام حسین.

## تحریم‌ها
اتحادیه اروپا طی تصمیم مورخ ۲۳ فروردین ۱۳۹۰ (۱۳ آوریل ۲۰۱۱)، ۳۲ مقام ایرانی از جمله محمدعلی جعفری را، از ورود به کشورهای این اتحادیه محروم کرد. کلیه دارایی‌های این مقامات نیز در اروپا توقیف شد. طبق بیانیه اتحادیه اروپا محمدعلی جعفری به عنوان فرمانده سپاه پاسداران در «دخالت غیرقانونی در انتخابات ریاست جمهوری سال ۱۳۸۸» و «دستگیری معترضان و فعالان سیاسی» مسئول است و به همین دلیل مورد تحریم قرار گرفته است.
در ۷ مهر ۱۳۸۹، وزارت خزانه‌داری ایالات متحده آمریکا محمدعلی جعفری را به دلیل نقض جدی حقوق بشر تحریم کرد.
در بیانیه وزارت خزانه‌داری ایالات متحده آمریکا آمده است: «محمدعلی جعفری به عنوان فرمانده سپاه پاسداران، نیروهای بسیج را در جریان اعتراضات به نتایج انتخابات ریاست جمهوری سال ۱۳۸۸ برعهده داشت.»

## کتاب کالک‌های خاکی
کتاب کالک‌های خاکی مجموعه خاطرات محمدعلی جعفری از کودکی تا عملیات آزادسازی خرمشهر در تیر ۱۳۹۲ رونمایی شد. «کالک‌های خاکی» در یازده فصل متنی، یک فصل عکس و سند در قطع ربعی و ۶۴۰ صفحه منتشر شده است. بخش پایانی کتاب کالک‌های خاکی اختصاص به عکس‌هایی از مراحل مختلف زندگی جعفری دارد که به همراه تعدادی سند فصل دوازدهم را شامل می‌شود.